# James B. Irwin

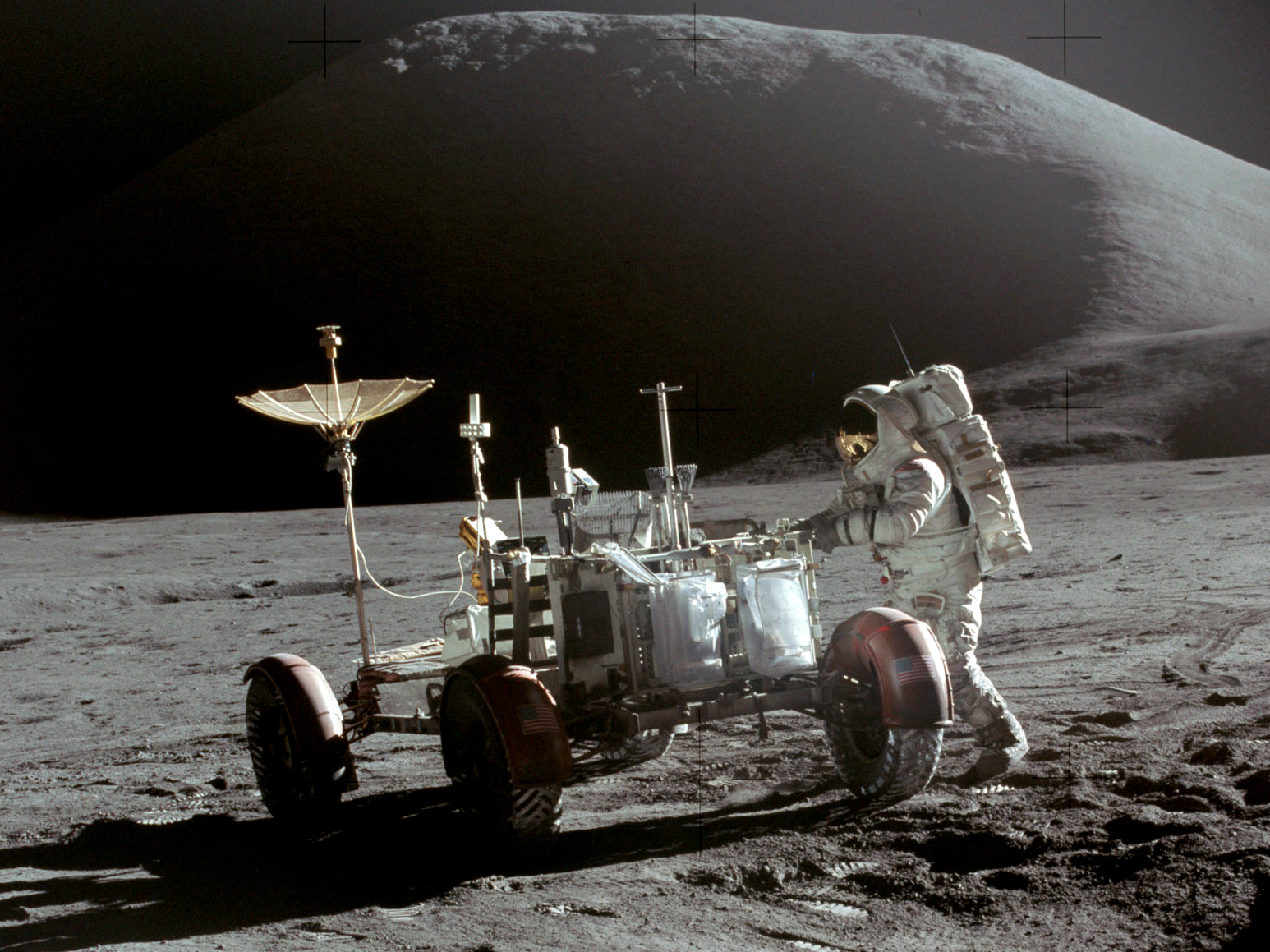
Jim Irwin, LRV, Apollo-15-Mission.

James Benson Irwin (17 de marzo de 1930 - 8 de agosto de 1991) fue un astronauta estadounidense y el octavo hombre en pisar la Luna.
Entre el 31 de julio y el 2 de agosto de 1971 participó en la misión Apolo 15. Estuvo 12 días, 7h y 12min en el espacio y realizó 3 EVA (actividades extravehiculares) lunares (en total: 18 h 7 min). Irwin fue el primer astronauta en recorrer la luna a bordo de un vehículo todoterreno.
A la vuelta de su viaje, vendió 398 fotografías de la Luna a un coleccionista alemán. La NASA sentó un precedente, negándole volver a viajar al espacio a él y sus compañeros del Apolo.
Tras haber pisado la Luna declaró: 

Sentí el poder de Dios como nunca antes lo había sentido.
Irwin, James (1971).

Al año siguiente en 1972 fundó el grupo religioso cristiano High Flight (vuelo de altura).
Dirigió siete expediciones sucesivas al monte Ararat en Turquía, en la infructuosa búsqueda del Arca de Noé.
Falleció de un ataque cardíaco a los 61 años el 8 de agosto de 1991, siendo el primero en hacerlo de todos los hombres que han pisado la Luna.
<La tierra nos recordaba un árbol de navidad que colgaba en la oscuridad del espacio. A medida que nos alejábamos, se hacía más pequeña. Por último, quedó del tamaño de una canica; la canica más hermosa que podrías imaginar. Ese objeto vivo, tan hermoso y cálido, parecía sumamente frágil y delicado, como si fuera a desmenuzarse y quebrarse con el solo toque de un dedo. Esta perspectiva cambia a un hombre, y lo hace apreciar la creación y el amor de Dios>. Astronauta James Irwin